# Marija Tichonowna Grechowa
Marija Tichonowna Grechowa (russisch Мария Тихоновна Грехова; * 10. Apriljul. / 23. April 1902greg. im Bahnhof Nowogeorgijewskaja bei Warschau in Kongresspolen; † 19. November 1995 in Nischni Nowgorod) war eine sowjetische Physikerin und Hochschullehrerin.

## Leben
Grechowa schloss 1918 die Mittelschule in Moskau ab und studierte Physik an der Universität Moskau (MGU) mit Abschluss 1924. Während des Studiums unterrichtete sie und arbeitete als Sekretärin. Es folgte die dreijährige Aspirantur bei B. A. Wwedenski. Sie bearbeitete Probleme der Erzeugung und Verstärkung elektromagnetischer Wellen im Kurzwellenbereich.
Von 1932 bis 1960 lehrte und forschte Grechowa an der Universität Gorki. 1936 wurde sie zur Doktorin der physikalisch-mathematischen Wissenschaften promoviert. 1938 folgte die Ernennung zur Professorin. Sie leitete den Lehrstuhl für Elektrodynamik. Dank ihrer Bemühungen wurde während des Deutsch-Sowjetischen Krieges an der Universität Gorki die Strahlenphysik-Fakultät eingerichtet und das Physikalisch-Technische Forschungsinstitut (GIFTI) gegründet.
1956 gründete Grechowa das Gorkier Strahlenphysik-Institut (NIRFI) und leitete es als Direktorin bis 1972. Sie entwickelte leistungsstarke Mikrowellen-Geräte. Auch war sie beteiligt an der Entwicklung der Theorie der Autowaves und Hauptherausgeberin eines entsprechenden Buches.
Grechowa war verheiratet mit dem Physiker Wiktor Iwanowitsch Gaponow (1903–1990). Die Physiker Andrei Wiktorowitsch Gaponow-Grechow und Sergei Wiktorowitsch Gaponow sind ihre Söhne.

## Ehrungen
- Leninorden (zweimal)
- Orden des Roten Banners der Arbeit (1945, 1971)
- Medaille „Für heldenmütige Arbeit im Großen Vaterländischen Krieg 1941–1945“ (1946)
- Verdiente Wissenschaftlerin der RSFSR (1963)
- Orden der Oktoberrevolution (1982)
- Ehrenbürgerin Nischni Nowgorods